# Jean-Marie Lehn
Jean-Marie Lehn (ur. 30 września 1939 w Rosheim) – francuski chemik, jeden ze współtwórców, pionierów chemii supramolekularnej. Laureat Nagrody Nobla w dziedzinie chemii w 1987.

## Życiorys
W 1963 obronił doktorat z chemii organicznej na Uniwersytecie Ludwika Pasteura w Strasburgu. Współpracował z Robertem Woodwardem biorąc udział w totalnej syntezie witaminy B12. W latach 1970−1978 był profesorem na Uniwersytecie Ludwika Pasteura a od 1979 jest związany z Collège de France.
W 1987 r. wraz z Charlsem Pedersenem i Donaldem J. Cramem został wyróżniony Nagrodą Nobla w dziedzinie chemii w uznaniu za ich wkład w badania cząsteczek, które dzięki swej strukturze wzajemnie oddziałują z innymi cząsteczkami i cząstkami, za pośrednictwem oddziaływań międzycząsteczkowych o wysokiej selektywności.
W 1990 odznaczony tytułem doktora honoris causa Uniwersytetu Karola w Pradze. W 1990 otrzymał Pour le Mérite za Naukę i Sztukę.
W 2022 otrzymał tytuł doktora honoris causa Uniwersytetu im. Adama Mickiewicza w Poznaniu.